# Иванов, Виталий Васильевич
Виталий Васильевич Иванов (22 октября 1998, Выборг, Ленинградская область) — российский спортсмен, специализируется по лыжному двоеборью, член сборной команды России(с 2015 года). Олимпийский чемпион по юниорам, чемпион России. Мастер спорта России.

## Карьера
Виталий родился в Выборге, но жил в городе Светогорск (на границе с Финляндией), а после 8 класса переехал в Санкт-Петербург и поступил в КОР № 1.
Выступает за Санкт-Петербург, параллельным зачётом за Республику Карелию.
Участник первенств мира среди юниоров, участник чемпионата мира, Кубка мира.
- Сезон 2013—2014

Стал серебряным призёром (в личном) и победителем (в командном) на Первенстве России.
- Сезон 2014—2015

Победитель первого этапа Кубка России по юниорам.
Бронзовый призёр второго этапа Кубка России
Бронзовый призёр в командном спринтере 6 этапа Кубка России
Победитель и серебряный призёр Первенства России среди юношей
Серебряный призёр в командных соревнованиях Первенства России
- Сезон 2015—2016

Победитель Чемпионата Санкт-Петербурга
Победитель Первенства России (2 раза), серебряный призёр Первенства России
Стал победителем в командном спринте на спартакиаде молодёжи, серебряным призёром в личном старте.
19 февраля 2016 года стал Олимпийским Чемпионом по юниорам в комбинированной эстафете в Lillerhammer.
- Сезон 2016—2017

Принял участие на Чемпионате мир среди юниоров в США и показал лучший результат среди россиян(19-е место), а в командной эстафете 8-е место.
Серебряный призёр на III Зимней спартакиаде молодёжи.
Победитель в командном соревновании Первенства России, в личном зачёте - серебряный призёр; Чемпионат России по лыжному двоеборью, командные соревнования (2 место); Чемпионат России по лыжному двоеборью, командный спринт(3 место).
Победитель и серебряный призёр Кубка России
Принял участие в 6 стартах Континентального Кубка(лучший результат — 25 место).
В этом же сезоне набрал 8 очков и занял 91-е место в общем зачёте
- Сезон 2017—2018

5 место в Чемпионате России
64 место Grand Prix в Tschagguns (Austria)
11 место в командных соревнованиях на Кубке мира в Lillehammer, Norway
17 и 23 место на Континентальном кубке в Steamboat Springs, USA
48 место на Континентальном кубке в Klingenthal, Germany
20 место в командных соревнованиях на Кубке мира в Val di Fiemme, Italy
11 место в командных соревнованиях на Кубке мира в Chaux-Neuve, France
28 место в личном зачёте и 11 место в командных соревнованиях на Чемпионате мира среди юниоров в Kandersteg, Switzerland
30 место на Континентальном кубке в Eisenerz, Austria
19 место на Континентальном кубке в Нижнем Тагиле, Россия
Победитель Чемпионата России в командной эстафете
5 место на Чемпионате России в личном зачёте
3 место в командном спринте на Чемпионате России
Занял 56 место в общем зачёте